# Micrathena raimondi
Micrathena raimondi är en spindelart som först beskrevs av Władysław Taczanowski 1879.  Micrathena raimondi ingår i släktet Micrathena och familjen hjulspindlar. Inga underarter finns listade i Catalogue of Life.